# وکیل خاص
وکیل خاص یا وکیل‌السلطنه نام منصبی در دستگاه حکومتی ایران بود. وی معمولاً شخصی بود مورد اعتماد ویژهٔ پادشاه و مستقیماً از پادشاه دستور می‌گرفت.
خواجه نظام‌الملک در کتاب سیرالملوک در توصیف نقش وکیل خاص می‌نویسد:
وکیلی اندر این روزگار سخت متعلق شده‌است و همیشه این کارِ مردی معروف و محترم بوده‌است؛ و کسی که احوال مطبخ و شرابخانه و آخور و سراهای خاص و فرزندان و حواشی بدو تعلق دارد. هر ماهی، بلکه هر روزی و هر وقتی پیش آید و حال باز نماید و شناختهٔ مجلس عالی باشد و به هر وقت استطلاعِ رأی کند و آنچه می‌رود و می‌دهد و می‌ستاند خبر می‌کند؛ و او را حشمتی تمام باید تا شغل تواند راند و کار او به نظام روان باشد.

## صفویه
در دوران صفویان، مقام وکیل خاص (موسوم به وکیل نفس نفیس همایون) اهمیت فوق‌العاده‌ای یافت و حتی برخی از اختیارات وزیر اعظم به وکیل خاص منتقل گردید؛ تا جایی که در مواردی نقش وزیر اعظم به کل حذف شد و وکیل نفس نفیس همایون با حفظ سمت وظایف وزیر را نیز بر عهده داشت.